# Wilhelm Lagerholm

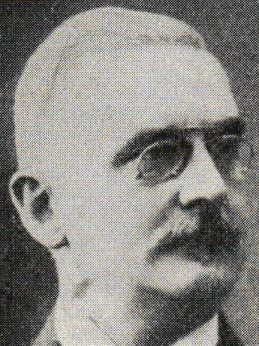
Wilhelm Lagerholm

Otto Wilhelm Lagerholm, född 3 april 1855 i Lund, död 5 december 1935 i Äppelviken, var en svensk fabrikör och politiker. 
Lagerholm blev student 1874 och filosofie licentiat 1883. Sistnämnda år framlade han för filosofie doktorsgradens erhållande vid Uppsala universitet avhandlingen Ehrenstrahl och allegorien. Konsthistoriska studier. Han förestod utländska avdelningen i Akademiska bokhandeln i Uppsala, ledde sedan den Lagerholmska tryckfärgsfabriken i Stockholm och var ensam innehavare av företaget 1891–1916. 
Lagerholm var ledamot av Stockholms stadsfullmäktige 1903–1916, av drätselnämndens andra avdelning, av löneregleringskommittén 1908–1909 och vice ordförande i folkskoledirektionen. Han var ordförande i stadsfullmäktiges diskussionsklubb, i styrelsen för Stockholms Södra Spårvägs AB (1907–1917) och Katarina diskussionsförening. 
Lagerholm nedlade mycket arbete för yrkesskoleidéns tillämpning i huvudstaden och var under många år ordförande i Stockholms stads yrkesskolenämnd. Han tog initiativet till Södermalms arbetarinstitut, var vice ordförande i direktionen för Sunnerdahlska stiftelsen och ordförande i Stockholms liberala valmansförening på 1880-talet.
Wilhelm Lagerholm är begravd på Solna kyrkogård.